# BH Pošta
BH Pošta jedna je od triju tvrtki odgovorne za poštanske usluge u Bosni i Hercegovini. Druga dva poštanska operatera u zemlji su Pošte Srpske i Hrvatska pošta Mostar. BH Pošta posluje uglavnom u područjima Federacije Bosne i Hercegovine s bošnjačkom većinom.
BH Pošta ujedno je i najveći poštanski operater u Bosni i Hercegovini.

## Vanjske poveznice
- Službena stranica